# WHA 1973/74
Die Saison 1973/74 war die zweite reguläre Saison der World Hockey Association (WHA).
Nach einer erfolgreichen ersten Saison startete man zuversichtlich in die zweite Spielzeit. Weiterhin nahmen zwölf Mannschaften am Spielbetrieb teil, wobei vier unter neuem Namen antraten. Eine reine Namensänderung hatte es bei den Oilers gegeben, die ihre zugehörige Provinz Alberta im Namen durch Edmonton ersetzten. Die New York Raiders hatten einen neuen Besitzer, der das Team in New York Golden Blades umbenannt hatte. Im Laufe der Saison zog das Team aus Manhattan nach New Jersey um und spielte dort als Jersey Knights. Ebenfalls einen Umzug gab es bei den Ottawa Nationals. Das Team hatte bereits die Playoffs im Vorjahr in Toronto gespielt und zog auf Grund der positiven Zuschauerresonanz dorthin. Der neue Name war nun Toronto Toros. Den weitesten Umzug hatten die Philadelphia Blazers zu bewältigen. Aus dem Osten der Vereinigten Staaten zog man an die Westküste Kanadas und spielte fortan als Vancouver Blazers.
Personell sorgte vor allem die Verpflichtung von Gordie Howe für viel Aufsehen. Er war in der National Hockey League eine Legende und hatte zwei Jahre zuvor seinen Rücktritt erklärt. Nun feierte er sein Comeback und spielte bei den Houston Aeros gemeinsam mit seinen beiden Söhnen Mark und Marty. Mit 100 Scorerpunkten zeigte er, dass er noch immer auf höchstem Niveau spielen konnte.
So waren die Houston Aeros dann auch der zweite Gewinner der Avco World Trophy. Sie setzen sich klar mit 4:0 gegen die Chicago Cougars in den Finalspielen durch. Chicago war als Vierter der Eastern Division überraschend in die Finalserie vorgerückt.
2.764.506 Zuschauer sahen die 468 Spiele der zweiten Saison, im Schnitt waren das 5.907 pro Spiel. Die NHL hatte zu dieser Zeit etwa 13.848 Zuschauer pro Spiel.

## Reguläre Saison

### Modus
Wie im Vorjahr waren die zwölf WHA-Teams in zwei Divisions zu je sechs Teams aufgeteilt. Insgesamt bestritt jedes Team im Verlauf der regulären Saison 78 Saisonspiele, davon 39 auf heimischen Eis und 39 auf dem des gegnerischen Teams. Im Gegensatz zu der in Europa gängigen Methode gegen jede Mannschaft gleich viele Spiele im Saisonverlauf zu bestreiten, traten die Teams der WHA unterschiedlich oft gegeneinander an. So spielten Mannschaften, die derselben Division angehörten, im Verlauf der Saison achtmal gegeneinander. Gegen jedes Teams der anderen Division wurden je sechs Spiele ausgetragen. Zusätzlich spielte jedes Team zwei weitere Spiele gegen einen „regionalen Nachbarn“. Hier gab es durch den Umzug der Blazers von Philadelphia nach Vancouver einen Tausch in den Paaren. Die neuen Paare waren Chicago und Winnipeg, Cleveland und Minnesota, Edmonton und Houston, Vancouver und Los Angeles, New England und New York sowie Toronto und Quebec.
Am Ende der regulären Saison qualifizierten sich aus jeder Division die vier bestplatzierten Mannschaften für die Playoffs, die im Anschluss an die reguläre Saison stattfanden und im K.-o.-System ausgetragen wurden. Bei Punktgleichheit zwischen zwei oder mehreren Teams zählte zunächst die größere Anzahl an gewonnenen Spielen.

### Abschlusstabellen

#### Eastern Division
Abkürzungen: GP = Spiele, W = Siege, L = Niederlagen, T = Unentschieden, GF = Erzielte Tore, GA = Gegentore, Pts = Punkte

Erläuterungen: In Klammern befindet sich die Platzierung innerhalb der Conference;       = Playoff-Qualifikation,       = Divisions-Sieger
| Eastern Division                       | GP | W  | L  | T | GF  | GA  | Pts | Zø    |
| -------------------------------------- | -- | -- | -- | - | --- | --- | --- | ----- |
| New England Whalers                    | 78 | 43 | 31 | 4 | 291 | 260 | 90  | 5.970 |
| Toronto Toros                          | 78 | 41 | 33 | 4 | 304 | 272 | 86  | 4.291 |
| Cleveland Crusaders                    | 78 | 34 | 32 | 9 | 266 | 264 | 83  | 6.212 |
| Chicago Cougars                        | 78 | 38 | 35 | 5 | 271 | 273 | 81  | 4.924 |
| Québec Nordiques                       | 78 | 38 | 36 | 4 | 268 | 280 | 80  | 7.983 |
| New York Golden Blades* Jersey Knights | 78 | 32 | 42 | 4 | 303 | 334 | 68  | 2.585 |

* Umzug während der Saison von New York nach New Jersey

#### Western Division
| Western Division          | GP | W  | L  | T | GF  | GA  | Pts | Zø    |
| ------------------------- | -- | -- | -- | - | --- | --- | --- | ----- |
| Houston Aeros             | 78 | 48 | 25 | 5 | 318 | 219 | 101 | 6.811 |
| Minnesota Fighting Saints | 78 | 44 | 32 | 2 | 332 | 275 | 90  | 6.584 |
| Edmonton Oilers           | 78 | 38 | 37 | 3 | 268 | 269 | 79  | 4.429 |
| Winnipeg Jets             | 78 | 34 | 39 | 5 | 264 | 296 | 73  | 6.401 |
| Vancouver Blazers         | 78 | 27 | 50 | 1 | 278 | 345 | 55  | 9.356 |
| Los Angeles Sharks        | 78 | 25 | 53 | 0 | 239 | 339 | 50  | 5.338 |

### Beste Scorer
Nur im Schatten der Stars stand der Topscorer Mike Walton bis zur vorherigen Saison bei den Boston Bruins. Auch der neue Topstar der Liga Gordie Howe, der zwei Jahre nach seinem Rücktritt nun wieder auf dem Eis stand, schaffte die 100-Punkte-Marke zu knacken. Schon in seiner zweiten WHA-Saison befand sich der 35-jährige Wayne Connelly, der reichlich NHL-Erfahrung mitbrachte. Ebenfalls von Anfang an dabei waren Wayne Carleton und Larry Lund. Mit Serge Bernier hatte man sich in Quebec den zweitbesten Scorer der Los Angeles Kings geangelt. Nur Bobby Hull, André Lacroix und Danny Lawson schafften es sich wie im Vorjahr in die „Top Ten“.
Abkürzungen: GP = Spiele, G = Tore, A = Assists, Pts = Punkte, PIM = Strafminuten; Fett: Saisonbestwert
| Spieler        | Team            | GP | G  | A  | Pts | PIM |
| -------------- | --------------- | -- | -- | -- | --- | --- |
| Mike Walton    | Minnesota       | 78 | 57 | 60 | 117 | 88  |
| André Lacroix  | New York/Jersey | 78 | 31 | 80 | 111 | 54  |
| Gordie Howe    | Houston         | 76 | 31 | 69 | 100 | 46  |
| Wayne Connelly | Minnesota       | 78 | 42 | 53 | 95  | 16  |
| Bobby Hull     | Winnipeg        | 75 | 53 | 42 | 95  | 37  |
| Wayne Carleton | Toronto         | 78 | 37 | 55 | 92  | 31  |
| Bryan Campbell | Vancouver       | 76 | 27 | 62 | 89  | 50  |
| Danny Lawson   | Vancouver       | 78 | 50 | 38 | 88  | 14  |
| Serge Bernier  | Québec          | 74 | 37 | 49 | 86  | 107 |
| Larry Lund     | Houston         | 75 | 33 | 53 | 86  | 109 |

### Beste Torhüter
Abkürzungen: GP = Spiele, TOI = Eiszeit (in Minuten), W = Siege, L = Niederlagen, OTL = Overtime/Shootout-Niederlagen, GA = Gegentore, SO = Shutouts, Sv% = gehaltene Schüsse (in %), GAA = Gegentorschnitt; Fett: Saisonbestwert
| Spieler        | Team        | GP | TOI  | W  | L  | T | GA  | SO | GAA  |
| -------------- | ----------- | -- | ---- | -- | -- | - | --- | -- | ---- |
| Don MacLeod    | Houston     | 49 | 2971 | 33 | 13 | 3 | 127 | 3  | 2,56 |
| Gerry Cheevers | Cleveland   | 59 | 3562 | 30 | 20 | 6 | 180 | 4  | 3,03 |
| Al Smith       | New England | 55 | 3194 | 30 | 21 | 2 | 164 | 2  | 3,08 |
| Jack Norris    | Edmonton    | 53 | 2954 | 23 | 24 | 1 | 158 | 2  | 3,21 |
| Les Binkley    | Toronto     | 27 | 1412 | 14 | 9  | 1 | 77  | 1  | 3,27 |
| Mike Curran    | Minnesota   | 40 | 2382 | 23 | 14 | 2 | 130 | 2  | 3,27 |
| Ernie Wakely   | Winnipeg    | 37 | 2254 | 15 | 18 | 4 | 123 | 3  | 3,27 |

## Playoff

### Modus
Nachdem sich aus jeder Division die vier ersten Teams qualifiziert hatten, starten die im K. o.-System ausgetragenen Play-offs. Die Divisionssieger trafen in den Division Semifinals auf das Viertplatzierten, während die Teams von Platz zwei und drei das jeweils andere Halbfinale austrugen.
Die siegreichen Teams trafen dann in den Division Finals aufeinander. Die beiden Playoff-Sieger der Divisions trafen dann in den Finals um die Avco World Trophy aufeinander.
Alle Serien jeder Runde wurden im Best-of-Seven-Modus ausgespielt, das heißt, dass ein Team vier Siege zum Erreichen der nächsten Runde benötigte. Das höher gesetzte Team hatte dabei die ersten beiden Spiele Heimrecht, die nächsten beiden das gegnerische Team. War bis dahin kein Sieger aus der Runde hervorgegangen, wechselte das Heimrecht von Spiel zu Spiel. So hatte die höhergesetzte Mannschaft in Spiel 1, 2, 5 und 7, also vier der maximal sieben Spiele, einen Heimvorteil.
Im Finale begann das Team mit mehr Punkten in der regulären Saison mit zwei Heimspielen. Es folgten zwei Auswärtsspiele.
Bei Spielen, die nach der regulären Spielzeit von 60 Minuten unentschieden standen, folgte die Overtime. Die Drittel dauerten weiterhin 20 Minuten und es wurde so lange gespielt bis ein Team das erste Tor schoss.

### Playoff-Baum
| Division Semifinals | Division Semifinals | Division Semifinals       |    |                           | Division Finals | Division Finals | Division Finals |  |  | Finale | Finale | Finale |
|                     |                     |                           |    |                           |                 |                 |                 |  |  |        |        |        |
| E1                  | New England Whalers | 3                         |    |                           |                 |                 |                 |  |  |        |        |        |
| E4                  | Chicago Cougars     | 4                         |    |                           |                 |                 |                 |  |  |        |        |        |
| E4                  | Chicago Cougars     | 4                         | E4 | Chicago Cougars           | 4               |                 |                 |  |  |        |        |        |
|                     |                     |                           | E4 | Chicago Cougars           | 4               |                 |                 |  |  |        |        |        |
|                     | E2                  | Toronto Toros             | 3  |                           |                 |                 |                 |  |  |        |        |        |
| E2                  | E2                  | Toronto Toros             | 3  | Toronto Toros             | 4               |                 |                 |  |  |        |        |        |
| E2                  |                     |                           |    | Toronto Toros             | 4               |                 |                 |  |  |        |        |        |
| E3                  | Cleveland Crusaders | 1                         |    |                           |                 |                 |                 |  |  |        |        |        |
| E3                  | Cleveland Crusaders | 1                         | E4 | Chicago Cougars           | 0               |                 |                 |  |  |        |        |        |
|                     |                     |                           |    | Chicago Cougars           | 0               |                 |                 |  |  |        |        |        |
|                     | W1                  | Houston Aeros             | 4  |                           |                 |                 |                 |  |  |        |        |        |
| W1                  | W1                  | Houston Aeros             | 4  | Houston Aeros             | 4               |                 |                 |  |  |        |        |        |
| W1                  |                     |                           |    | Houston Aeros             | 4               |                 |                 |  |  |        |        |        |
| W4                  | Winnipeg Jets       | 0                         |    |                           |                 |                 |                 |  |  |        |        |        |
| W4                  | Winnipeg Jets       | 0                         | W1 | Houston Aeros             | 4               |                 |                 |  |  |        |        |        |
|                     |                     |                           | W1 | Houston Aeros             | 4               |                 |                 |  |  |        |        |        |
|                     | W2                  | Minnesota Fighting Saints | 2  |                           |                 |                 |                 |  |  |        |        |        |
| W2                  | W2                  | Minnesota Fighting Saints | 2  | Minnesota Fighting Saints | 4               |                 |                 |  |  |        |        |        |
| W2                  |                     |                           |    | Minnesota Fighting Saints | 4               |                 |                 |  |  |        |        |        |
| W3                  | Edmonton Oilers     | 1                         |    |                           |                 |                 |                 |  |  |        |        |        |

### Division Semifinals (Runde 1)

#### Eastern Division
| New England Whalers (1) vs. Chicago Cougars (4) | New England Whalers (1) vs. Chicago Cougars (4) | New England Whalers (1) vs. Chicago Cougars (4) | New England Whalers (1) vs. Chicago Cougars (4) | New England Whalers (1) vs. Chicago Cougars (4) | New England Whalers (1) vs. Chicago Cougars (4) | New England Whalers (1) vs. Chicago Cougars (4) |
| Datum                                           | Auswärtsteam                                    | Auswärtsteam                                    | Heimteam                                        | Heimteam                                        | Bem.                                            |                                                 |
| ----------------------------------------------- | ----------------------------------------------- | ----------------------------------------------- | ----------------------------------------------- | ----------------------------------------------- | ----------------------------------------------- | ----------------------------------------------- |
| 6. April                                        | Chicago                                         | 4                                               | 6                                               | New England                                     |                                                 |                                                 |
| 7. April                                        | Chicago                                         | 3                                               | 4                                               | New England                                     | 1OT                                             |                                                 |
| 9. April                                        | New England                                     | 6                                               | 8                                               | Chicago                                         |                                                 |                                                 |
| 10. April                                       | New England                                     | 1                                               | 2                                               | Chicago                                         | 1OT                                             |                                                 |
| 12. April                                       | Chicago                                         | 4                                               | 2                                               | New England                                     |                                                 |                                                 |
| 14. April                                       | New England                                     | 2                                               | 0                                               | Chicago                                         |                                                 |                                                 |
| 16. April                                       | Chicago                                         | 3                                               | 2                                               | New England                                     |                                                 |                                                 |
| Chicago gewinnt die Serie mit 4:3.              |                                                 |                                                 |                                                 |                                                 |                                                 |                                                 |

| Toronto Toros (2) vs. Cleveland Crusaders (3) | Toronto Toros (2) vs. Cleveland Crusaders (3) | Toronto Toros (2) vs. Cleveland Crusaders (3) | Toronto Toros (2) vs. Cleveland Crusaders (3) | Toronto Toros (2) vs. Cleveland Crusaders (3) | Toronto Toros (2) vs. Cleveland Crusaders (3) | Toronto Toros (2) vs. Cleveland Crusaders (3) |
| Datum                                         | Auswärtsteam                                  | Auswärtsteam                                  | Heimteam                                      | Heimteam                                      | Bem.                                          |                                               |
| --------------------------------------------- | --------------------------------------------- | --------------------------------------------- | --------------------------------------------- | --------------------------------------------- | --------------------------------------------- | --------------------------------------------- |
| 7. April                                      | Cleveland                                     | 0                                             | 4                                             | Toronto                                       |                                               |                                               |
| 9. April                                      | Cleveland                                     | 3                                             | 4                                             | Toronto                                       |                                               |                                               |
| 12. April                                     | Toronto                                       | 4                                             | 2                                             | Cleveland                                     |                                               |                                               |
| 13. April                                     | Toronto                                       | 2                                             | 3                                             | Cleveland                                     | 1OT                                           |                                               |
| 15. April                                     | Cleveland                                     | 1                                             | 4                                             | Toronto                                       |                                               |                                               |
| Toronto gewinnt die Serie mit 4:1.            |                                               |                                               |                                               |                                               |                                               |                                               |

#### Western Division
| Houston Aeros (1) vs. Winnipeg Jets (4) | Houston Aeros (1) vs. Winnipeg Jets (4) | Houston Aeros (1) vs. Winnipeg Jets (4) | Houston Aeros (1) vs. Winnipeg Jets (4) | Houston Aeros (1) vs. Winnipeg Jets (4) | Houston Aeros (1) vs. Winnipeg Jets (4) | Houston Aeros (1) vs. Winnipeg Jets (4) |
| Datum                                   | Auswärtsteam                            | Auswärtsteam                            | Heimteam                                | Heimteam                                | Bem.                                    |                                         |
| --------------------------------------- | --------------------------------------- | --------------------------------------- | --------------------------------------- | --------------------------------------- | --------------------------------------- | --------------------------------------- |
| 8. April                                | Houston                                 | 5                                       | 2                                       | Winnipeg                                |                                         |                                         |
| 10. April                               | Houston                                 | 3                                       | 2                                       | Winnipeg                                |                                         |                                         |
| 13. April                               | Winnipeg                                | 1                                       | 10                                      | Houston                                 |                                         |                                         |
| 14. April                               | Winnipeg                                | 4                                       | 5                                       | Houston                                 |                                         |                                         |
| Houston gewinnt die Serie mit 4:0.      |                                         |                                         |                                         |                                         |                                         |                                         |

| Minnesota Fighting Saints (2) vs. Edmonton Oilers (3) | Minnesota Fighting Saints (2) vs. Edmonton Oilers (3) | Minnesota Fighting Saints (2) vs. Edmonton Oilers (3) | Minnesota Fighting Saints (2) vs. Edmonton Oilers (3) | Minnesota Fighting Saints (2) vs. Edmonton Oilers (3) | Minnesota Fighting Saints (2) vs. Edmonton Oilers (3) | Minnesota Fighting Saints (2) vs. Edmonton Oilers (3) |
| Datum                                                 | Auswärtsteam                                          | Auswärtsteam                                          | Heimteam                                              | Heimteam                                              | Bem.                                                  |                                                       |
| ----------------------------------------------------- | ----------------------------------------------------- | ----------------------------------------------------- | ----------------------------------------------------- | ----------------------------------------------------- | ----------------------------------------------------- | ----------------------------------------------------- |
| 6. April                                              | Edmonton                                              | 1                                                     | 2                                                     | Minnesota                                             |                                                       |                                                       |
| 7. April                                              | Edmonton                                              | 5                                                     | 8                                                     | Minnesota                                             |                                                       |                                                       |
| 10. April                                             | Minnesota                                             | 6                                                     | 2                                                     | Edmonton                                              |                                                       |                                                       |
| 12. April                                             | Minnesota                                             | 1                                                     | 2                                                     | Edmonton                                              |                                                       |                                                       |
| 14. April                                             | Edmonton                                              | 4                                                     | 5                                                     | Minnesota                                             |                                                       |                                                       |
| Minnesota gewinnt die Serie mit 4:1.                  |                                                       |                                                       |                                                       |                                                       |                                                       |                                                       |

### Division Finals (Runde 2)

#### Eastern Division
| Toronto Toros (2) vs. Chicago Cougars (4) | Toronto Toros (2) vs. Chicago Cougars (4) | Toronto Toros (2) vs. Chicago Cougars (4) | Toronto Toros (2) vs. Chicago Cougars (4) | Toronto Toros (2) vs. Chicago Cougars (4) | Toronto Toros (2) vs. Chicago Cougars (4) | Toronto Toros (2) vs. Chicago Cougars (4) |
| Datum                                     | Auswärtsteam                              | Auswärtsteam                              | Heimteam                                  | Heimteam                                  | Bem.                                      |                                           |
| ----------------------------------------- | ----------------------------------------- | ----------------------------------------- | ----------------------------------------- | ----------------------------------------- | ----------------------------------------- | ----------------------------------------- |
| 19. April                                 | Chicago                                   | 4                                         | 6                                         | Toronto                                   |                                           |                                           |
| 22. April                                 | Chicago                                   | 4                                         | 3                                         | Toronto                                   |                                           |                                           |
| 28. April                                 | Toronto                                   | 2                                         | 3                                         | Chicago                                   |                                           |                                           |
| 30. April                                 | Toronto                                   | 7                                         | 6                                         | Chicago                                   |                                           |                                           |
| 1. Mai                                    | Chicago                                   | 3                                         | 5                                         | Toronto                                   |                                           |                                           |
| 4. Mai                                    | Toronto                                   | 2                                         | 9                                         | Chicago                                   |                                           |                                           |
| 6. Mai                                    | Chicago                                   | 5                                         | 2                                         | Toronto                                   |                                           |                                           |
| Chicago gewinnt die Serie mit 4:3.        |                                           |                                           |                                           |                                           |                                           |                                           |

Schon im zweiten Spiel in Toronto konnte Chicago überraschen. Zuhause mussten die Cougars in die nur 3.000 Zuschauer fassende Randhurst Twin Ice Arena in Mount Prospect ausweichen. Ihre Halle war für eine Peter Pan-Aufführung vermietet. Im vierten Spiel glichen die Toros aus und zurück in Toronto gingen sie in der Serie mit 3–2 in Führung. Nachdem die Cougars mit einem deutlichen Sieg die Serie in Spiel 7 brachten, gelang dem Vierten der Vorrunde die große Überraschung und der Einzug in die Finalserie.

#### Western Division
| Houston Aeros (1) vs. Minnesota Fighting Saints (2) | Houston Aeros (1) vs. Minnesota Fighting Saints (2) | Houston Aeros (1) vs. Minnesota Fighting Saints (2) | Houston Aeros (1) vs. Minnesota Fighting Saints (2) | Houston Aeros (1) vs. Minnesota Fighting Saints (2) | Houston Aeros (1) vs. Minnesota Fighting Saints (2) | Houston Aeros (1) vs. Minnesota Fighting Saints (2) |
| Datum                                               | Auswärtsteam                                        | Auswärtsteam                                        | Heimteam                                            | Heimteam                                            | Bem.                                                |                                                     |
| --------------------------------------------------- | --------------------------------------------------- | --------------------------------------------------- | --------------------------------------------------- | --------------------------------------------------- | --------------------------------------------------- | --------------------------------------------------- |
| 18. April                                           | Minnesota                                           | 5                                                   | 4                                                   | Houston                                             | 1OT                                                 |                                                     |
| 20. April                                           | Minnesota                                           | 2                                                   | 5                                                   | Houston                                             |                                                     |                                                     |
| 22. April                                           | Houston                                             | 1                                                   | 4                                                   | Minnesota                                           |                                                     |                                                     |
| 28. April                                           | Houston                                             | 4                                                   | 1                                                   | Minnesota                                           |                                                     |                                                     |
| 29. April                                           | Minnesota                                           | 4                                                   | 9                                                   | Houston                                             |                                                     |                                                     |
| 1. Mai                                              | Houston                                             | 3                                                   | 1                                                   | Minnesota                                           |                                                     |                                                     |
| Houston gewinnt die Serie mit 4:2.                  |                                                     |                                                     |                                                     |                                                     |                                                     |                                                     |

Als Mike Walton nach 1:40 Minuten in der Nachspielzeit des ersten Spiels den Sieg für die Saints sicherte, saß der Schrecken bei den favorisierten Aeros tief, doch im zweiten Heimspiel glich man aus. Beim ersten Spiel in Minnesota holte sich das Heimteam die Führung zurück, doch dann setzte sich Houston doch deutlich durch.

### Avco World Trophy Championship
| Houston Aeros (1) vs. Chicago Cougars (4)                    | Houston Aeros (1) vs. Chicago Cougars (4) | Houston Aeros (1) vs. Chicago Cougars (4) | Houston Aeros (1) vs. Chicago Cougars (4) | Houston Aeros (1) vs. Chicago Cougars (4) | Houston Aeros (1) vs. Chicago Cougars (4) | Houston Aeros (1) vs. Chicago Cougars (4) |
| Datum                                                        | Auswärtsteam                              | Auswärtsteam | Heimteam | Heimteam                                  | Bem.                                      |                                           |
| ------------------------------------------------------------ | ----------------------------------------- | --- | --- | ----------------------------------------- | ----------------------------------------- | ----------------------------------------- |
| 12. Mai                                                      | Chicago                                   | 2 B. Liddington (P. Stapleton, R. Backstrom) 45:42 D. Gordon (L. Mavety, D. Proceviat) 53:45 | 3 L. Hale (M. Hall, G. Labossiere) 6:31 G. Labossiere (T. Taylor, D. Grierson) 9:15 F. Hughes 55:48 | Houston                                   |                                           |                                           |
| 15. Mai                                                      | Chicago                                   | 1 F. Rochon 59:44 | 6 M. Hall (T. Taylor, L. Lund) 13:21 G. Labossiere (P. Popiel, T. Taylor) 18:08 A. Hinse (G. Howe, F. Hughes) 36:50 J. Sherrit (M. Howe, G. Howe) 41:59 A. Hinse (L. Lund, F. Hughes) 42:23 T. Taylor (M. Hall) 53:16 | Houston                                   |                                           |                                           |
| 17. Mai                                                      | Houston                                   | 7 M. Hall 5:19 F. Hughes (G. Howe, A. Hinse) 10:51 M. Howe (J. Sherrit, G. Howe) 13:22 A. Hinse (G. Howe, P. Popiel) 21:34 L. Hale (J. Sherrit) 23:21 A. Hinse (L. Lund, P. Popiel) 43:08 F. Hughes (A. Hinse) 40:48 | 4 R. Backstrom 12:17 R. Paiement 25:01 R. Morris (J. Hardy, D. Gordon) 31:38 L. Mavety (P. Stapleton, B. Sicinski) 35:34                                                                                              | Chicago                                   |                                           |                                           |
| 19. Mai                                                      | Houston                                   | 6 L. Lund (A. Hinse, L. Hale) 14:34 M. Hall 15:47 M. Hall (P. Popiel, G. Howe) 16:55 A. Hinse (G. Howe, P. Popiel) 32:40 G. Labossiere (P. Popiel, J. Schella) 33:58 L. Lund (G. Howe, P. Popiel) 43:08              | 2 J. Popiel (R. Paiement, B. Sicinski) 31:38 R. Morris (L. Mavety) 50:12 | Chicago                                   |                                           |                                           |
| Houston gewinnt die Serie mit 4:0 und die Avco World Trophy. |                                           | | |                                           |                                           |                                           |

Das erste Spiel konnte Chicago noch offen gestalten, doch dann setzten sich die Houston Aeros deutlich durch. Gordie Howe glänzte mit acht Vorlagen in den Finalspielen.

### Avco-World-Trophy-Sieger
Die 23 Spieler der Aeros setzen sich aus drei Torhütern, acht Verteidigern und 12 Angreifern zusammen.
Eine Besonderheit stellte die Berücksichtigung von Verteidiger Dunc McCallum dar, der die gesamte Saison verletzungsbedingt verpasst hatte und dennoch auf dem Pokal verewigt wurde. Die Siegermannschaft bestand aus drei Mitgliedern der Hockeyfamilie Howe, neben „Mr. Hockey“ Gordie auch seine beiden Söhne Mark und Marty.
Neben Cheftrainer und General Manager Bill Dineen wurden folgende Spieler auf die Avco World Trophy, die Meisterschaftstrophäe der WHA, eingraviert:
| Avco-World-Trophy-Sieger Houston Aeros | Torhüter: Ron Grahame, Don McLeod, Wayne Rutledge Verteidiger: Larry Hale, Mark Howe, Marty Howe, Gordon Kannegiesser, Dunc McCallum, Poul Popiel, Bill Prentice, John Schella Angreifer: Don Grierson, Murray Hall, Andre Hinse, Gordie Howe, Frank Hughes, Gord Labossiere, Larry Lund, Jim Sherrit, Jack Stanfield, Joe Szura, Ted Taylor (C), Gary Williamson Cheftrainer und General Manager: Bill Dineen |

### Beste Scorer
Abkürzungen: GP = Spiele, G = Tore, A = Assists, Pts = Punkte, PIM = Strafminuten; Fett: Saisonbestwert
| Spieler         | Team      | GP | G  | A  | Pts | PIM |
| --------------- | --------- | -- | -- | -- | --- | --- |
| Larry Lund      | Houston   | 14 | 9  | 14 | 23  | 56  |
| Ralph Backstrom | Chicago   | 18 | 5  | 14 | 19  | 4   |
| Mark Howe       | Houston   | 14 | 9  | 10 | 19  | 4   |
| Mike Walton     | Minnesota | 11 | 10 | 8  | 18  | 16  |
| Andre Hinse     | Houston   | 14 | 8  | 9  | 17  | 18  |
| Gordie Howe     | Houston   | 13 | 3  | 14 | 17  | 34  |

## WHA Awards und vergebene Trophäen
Die neuen Trophäen waren nach einigen Gründern von Teams und wichtigen Personen aus der Organisation der WHA benannt.
| Auszeichnung            | Spieler         | Team                      |
| ----------------------- | --------------- | ------------------------- |
| Gary L. Davidson Trophy | Gordie Howe     | Houston Aeros             |
| Bill Hunter Trophy      | Mike Walton     | Minnesota Fighting Saints |
| Lou Kaplan Trophy       | Mark Howe       | Houston Aeros             |
| Ben Hatskin Trophy      | Don MacLeod     | Houston Aeros             |
| Dennis A. Murphy Trophy | Pat Stapleton   | Chicago Cougars           |
| Howard Baldwin Trophy   | Billy Harris    | Toronto Toros             |
| Paul Deneau Trophy      | Ralph Backstrom | Chicago Cougars           |

### WHA All-Star Teams

#### WHA First All-Star Team
Abkürzungen: GP = Spiele, G = Tore, A = Assists, Pts = Punkte, W = Siege, SO = Shutouts, GAA = Gegentorschnitt
| Spieler       | Position      | Team                                  | GP | G  | A  | Pts |
| ------------- | ------------- | ------------------------------------- | -- | -- | -- | --- |
| André Lacroix | Center        | New York Golden Blades Jersey Knights | 78 | 31 | 80 | 111 |
| Gordie Howe   | Flügelstürmer | Houston Aeros                         | 76 | 31 | 69 | 100 |
| Bobby Hull    | Flügelstürmer | Winnipeg Jets                         | 63 | 51 | 52 | 103 |
| Pat Stapleton | Verteidiger   | Chicago Cougars                       | 78 | 6  | 52 | 58  |
| Paul Shmyr    | Verteidiger   | Cleveland Crusaders                   | 78 | 13 | 31 | 44  |

| Spieler     | Position | Team          | GP | W  | SO | GAA  |
| ----------- | -------- | ------------- | -- | -- | -- | ---- |
| Don MacLeod | Torhüter | Houston Aeros | 49 | 33 | 3  | 2,56 |

#### WHA Second All-Star Team
Abkürzungen: GP = Spiele, G = Tore, A = Assists, Pts = Punkte, W = Siege, SO = Shutouts, GAA = Gegentorschnitt
| Spieler        | Position      | Team                      | GP | G  | A  | Pts |
| -------------- | ------------- | ------------------------- | -- | -- | -- | --- |
| Wayne Carleton | Center        | Toronto Toros             | 78 | 37 | 55 | 92  |
| Mike Walton    | Flügelstürmer | Minnesota Fighting Saints | 78 | 57 | 60 | 117 |
| Mark Howe      | Flügelstürmer | Houston Aeros             | 76 | 38 | 41 | 79  |
| J. C. Tremblay | Verteidiger   | Quebec Nordiques          | 68 | 9  | 44 | 53  |
| Al Hamilton    | Verteidiger   | Edmonton Oilers           | 77 | 14 | 45 | 59  |

| Spieler        | Position | Team                | GP | W  | SO | GAA  |
| -------------- | -------- | ------------------- | -- | -- | -- | ---- |
| Gerry Cheevers | Torhüter | Cleveland Crusaders | 59 | 30 | 4  | 3,03 |